# インプレゾンビ
インプレゾンビは、ソーシャル・ネットワーキング・サービス「X（旧Twitter）」で広告収益を得ることを目的とし、インプレッション（閲覧回数）を増加させるための迷惑投稿を行う利用者の日本における俗称。
特定のアカウントによる投稿の表示を抑止するミュート機能やブロック機能でも、それらの表示を抑止しきれずゾンビのように次々と表示される。『リプライ』機能を用いるアカウントは「リプライゾンビ」とも称されるほか、インプレッションを増加させるための行為自体は「インプ稼ぎ」（インプレ稼ぎ、インプレッション稼ぎ）、元の投稿に全く関係のない返信や絵文字だけの返信や他のユーザーのリプライをコピーして返信する行為自体は「パクリプ」（パクリリプライ）とそれぞれ称される。

## 概要
Xの有料プランで利用可能な収益化機能（後述）を悪用するものである。閲覧数（インプレッション）を増加させる手口としては、以下のようなものがある。
- 多く閲覧されている他のユーザーの投稿に対し、無関係な返信を行う[5]
- 多く閲覧されている他のユーザーの投稿や返信を転載するもの[3][8]
- トレンドに入っているハッシュタグを投稿する[3]

日本語の投稿であっても、日本人利用者による日本国内からの投稿であるとは限らず、非日本人利用者による日本国外からの投稿も多い。
中にはChatGPTやCopilotなどの生成AIを利用し、自動化したとみられるアカウントも存在する。
収益化機能導入直後は、無意味な文章・絵文字のみを投稿するようなインプレゾンビが大半であった。しかし、2024年1月ごろには、トレンドに入っているハッシュタグ、拡散された日本語の記事を複製したものなどを用いたインプレゾンビ（コピペゾンビ）が目立つようになったと指摘されている。
「インプレゾンビ」行為を自動化したと見られるソフトウェア（インターネットボット）は、投稿直後の短時間で多くのリポストが行われるといった「初動の勢い」を基準にリプライを送信するポストを選択しているとの推定もある。

## 背景

### Xの「広告収益分配プログラム」
2023年8月より、一定の条件を満たすユーザはX Premium(旧Twitter Blue)に加入することによって、投稿の閲覧回数（インプレッション）に応じて収益を得ることができるようになった。これはX社が広告によって得た収入をXで活動するクリエイターに分配する目的で開始された取り組みである。収益の基準などは非公開ながらも、半年で100ドル前後の収入が得られたと報告するユーザも存在する。
収益分配プログラムの開始前も「パクツイ」によってインプレッションを集めるアカウントはあったが、それらはフォロワー数を増加させて別のサイトへ誘導したり、承認欲求を満たしたりといったものに過ぎなかった。

### 途上国の経済状況
インプ稼ぎのために行われた偽情報の発信源の一つとみられているパキスタンでは、深刻なインフレーションによる経済状況の悪化が続いており、仕事のない若者がソーシャルネットワークを利用して収益を得ようとする動きがある。より多くのインプレッションを得るために、パキスタン国外の情報や自国で使われない言語も使用する例があるという。
NHKの2024年5月11日の報道によれば、パキスタンではXへの投稿によって日本円にして8,000円前後（2024年5月10日時点の為替レートは1米ドルが155円程度）を稼いだ例も報告されている。パキスタンの平均月収は2023年時点で約2万円台と報じられているほか、日本円で8,000円に相当するパキスタン・ルピーの収入は当時のパキスタンの物価水準を基準として高めとなっている。

### その他
日本でのユーザー1人当たりのX利用時間が世界1位であることや、1日あたり4000万人の利用者がいることから、日本人の投稿がターゲットになっているとの指摘がある。

## 影響

### 令和6年能登半島地震と羽田空港地上衝突事故（日本）
2024年1月1日に発生した能登半島地震では、救助を求める実際の投稿を複製（コピー・アンド・ペースト）したものが見られた。NHKの調査によれば、1月5日時点で石川県珠洲市の同じ住所を挙げ、直接関係ない画像・動画を貼り付けた上で救助を求める偽の投稿が30件以上あり、合計で200万回以上閲覧されていた。珠洲市の住所を挙げた投稿に関与したアカウント24件のうち、半数以上が居住地をパキスタンに設定しており、日常的にアラビア語やウルドゥー語で投稿しているものが9件あった。読売新聞の調査によれば、能登半島地震を巡り投稿された偽情報の多くは、日本国外の10か国以上から発信されていた。
複製された投稿では元の発信者が分かりにくくなったり、既に救助済みの住所が拡散され続けたりするといった混乱が発生した。また、救助要請の文面を改変して、被災者本人かのように振る舞うものもあった。
他にも東日本大震災の動画を添付して、能登半島地震による津波であると誤認させる偽情報も投稿されていたり、公共の避難情報や、防災情報を配信するアカウントの投稿にもインプレゾンビによるリプライが寄せられた。
さらに、能登半島地震の翌日に発生した羽田空港地上衝突事故においても、事故に関連したデマや複製した投稿が多数見られ、中には搭乗者による投稿を複製したものもあった。

### チャールズ国王死亡デマ（英国）
2024年3月19日、SNS上で「速報:チャールズ国王が前立腺がんのため75歳で死去。情報筋が報じた」というフェイクニュースが一気に拡散された。これに対し、ITジャーナリストの石川温は「X上で今、非常に出現しているインプレゾンビという存在が大きい」と指摘し、閲覧数を稼ぐことを目的に、検索に引っかかりやすい単語を羅列していると主張した。

### 花蓮地震（台湾）
2024年4月3日に台湾東部で発生した花蓮地震を巡っては、XなどのSNSでは能登半島地震などこれまでの災害の動画を今回のものだとする誤った情報や偽情報が広がっており、こうした情報を収益を得る目的で投稿する「インプ稼ぎ」も多くみられている。中には、能登半島地震の際に確認された津波の様子や、2年前に台湾で発生した地震の様子を撮影した動画を今回の地震によるものだとする投稿もあり、3日17時の時点で閲覧回数が170万回以上にのぼるものもあった。

### 認証済みバッジへの影響
イーロン・マスクによるTwitterの買収後、以前は認証済みの著名人のみに付与されていた青い認証済みバッジがTwitter Blue（その後のX Premium）の契約者にも表示されるようになった。その後収益化システムの導入により、この青バッジを付与された大量のインプレゾンビが出現したため、青バッジ＝インプレゾンビとしてイメージづけられることになる。青バッジは一般の Twitter Blue 契約者にも表示されるほか、一定の条件を満たしたアカウントに自動で付与されることもあり、これらのアカウントがインプレゾンビと誤認される事態となった。

## 批判と対策

### 行政や識者からの批判
前述した能登半島地震における誤情報の拡散を受け、日本政府は、災害時における偽情報は迅速かつ円滑な救命・救助活動の妨げになりかねないものとして、主要な事業者に対して、明らかに事実と異なり、社会的に混乱を招くおそれのある情報の削除などを総務省を通じて要請した。
当時の官房長官であった林芳正は、2024年1月5日の記者会見で、能登半島地震に関する偽情報の投稿の背景に「多数の閲覧やフォロワーを集めたユーザーが収益を得られる仕組みが関連しているとの意見がある」と語った。また、この問題に対し「国際的な動向や表現の自由を確保する観点も考慮したうえで、幅広い関係者の意見を踏まえて必要な対応を検討」するとした。2024年1月17日に日本政府はXなどでは、能登半島地震関連情報や救助要請の偽情報拡散が救助活動の妨げになるため、該当投稿の削除をXなど事業者に要請していることを明らかにした。作業チームを立ち上げ、閲覧数やフォロワーの数が収益に繋がる仕組みが偽情報拡散の原因との指摘を踏まえ、偽情報拡散に対する制度面を論じることが決まった。
ITジャーナリストの三上洋は、「虚偽の投稿が救助活動を妨害する恐れもあり、人命の掛かった問題。X社は災害を悪用したインプレッション稼ぎができないよう、早急に対策すべきだ」とXの対応を批判した。ジャーナリストの平和博は「本当に必要な情報が届かず、探せない情報空間が濁ってしまう状況が現に起きている」と指摘した。

### Xによる対策
Xは、災害や戦争に関する投稿などを収益化に利用することを利用規約で禁じているが、特に対策は一切行っておらず、規約が守られていないと指摘されている。
他にもXでは偽情報への対策として、誤解を招く投稿に匿名で注釈を付けられる「コミュニティノート」が導入されているが、災害時のインプレゾンビに対しては、効果が不十分だったとの批判がある。
Xの日本法人である、ツイッタージャパン代表取締役の松山歩は、2024年4月に行われた読売新聞とのインタビューにおいて、本問題の原因にもなっている収益分配プログラムについては「今後も続けていく」としながらも、偽情報に関してはAI（人工知能）やアカウントの削除などを活用しながら、対策を強化することを明らかにしている。

### 日本政府による対策
総務省の有識者会議はSNS事業者を対象に、偽情報の削除件数や監視体制などの調査を始めた。国内では「表現の自由」を尊重する観点から政府の介入には慎重で事業者の自主性に委ねるのが基本的な立場だったが、今回の事態を受け法制化を視野に議論が進められている。削除義務を課すのではなく、事業者に対し偽情報への対応についての報告を義務化することを想定している。

### 有志によるプラグイン
インプレゾンビのポストを非表示にできる各種のブラウザ拡張機能も有志によって複数開発されている。また、1回のクリックでスパム報告とブロックが行えるようになるブラウザ拡張機能も開発されているが、非公認ツールのため、拡張機能を利用するアカウントはX社から凍結される恐れがあるとの指摘がある。

### 「ゾンビ」ユーザーへの呼びかけ
2024年5月13日、日本のXユーザーがスパムではない方法でインプレッションを得るように呼びかける投稿を行った。この投稿者はフォロワーに笑ってもらうための投稿だったとしているが、実際にナイジェリア在住のXユーザーがこの呼びかけに応え、現地での食生活や街並みを投稿するようになった。このユーザーの投稿には7万超の「いいね」が集まるようになり、NHKが「“インプレゾンビ”から“インフルエンサー”へ」と報じている。